# Городское поселение Пролетарский (Московская область)
Городское поселение Пролета́рский — упразднённое муниципальное образование бывшего Серпуховского муниципального района Московской области России.
Глава поселения — Сугак Валерий Николаевич. Посёлок Пролетарский — административный центр и крупнейший населённый пункт в городском поселении.

## История
Образовано в соответствии с Законом Московской области от 28.02.2005 № 78/2005-ОЗ «О статусе и границах Серпуховского муниципального района и вновь образованных в его составе муниципальных образований» в ходе муниципальной реформы.
Законом Московской области № 220/2018-ОЗ от 14 декабря 2018 года, поселение было упразднено и вместе с другими поселениями Серпуховского муниципального района объединено с городским округом Серпухова в единое муниципальное образование городской округ Серпухов.

## Население
| 2006  | 2007  | 2008  | 2009  | 2010  | 2011  |
| ----- | ----- | ----- | ----- | ----- | ----- |
| 4132  | ↘3825 | ↘3774 | ↘3735 | ↗4165 | ↗4172 |
| 2012  | 2013  | 2014  | 2015  | 2016  | 2017  |
| →4172 | ↘4165 | ↗4184 | ↗4199 | ↗4206 | ↗4217 |
| 2018  | 2019  |       |       |       |       |
| ↗4219 | ↘4208 |       |       |       |       |

## География
Городское поселение Пролетарский на западе граничит с территорией Дашковского сельского поселения, на юге, востоке и севере — с Васильевским сельским поселением. Расстояние между поселением и городом Серпухов — 15 километров, между поселением и Чеховом — 20 километров. Западная граница муниципального образования проходит по реке Наре.
Площадь территории составляет 227 га (2,27 км²).
В состав городского поселения входят посёлок Пролетарский и деревня Станково (население 14 человек, 2006 год), которая до муниципальной реформы была в составе Райсеменовского сельского округа.

## Экономика и инфраструктура

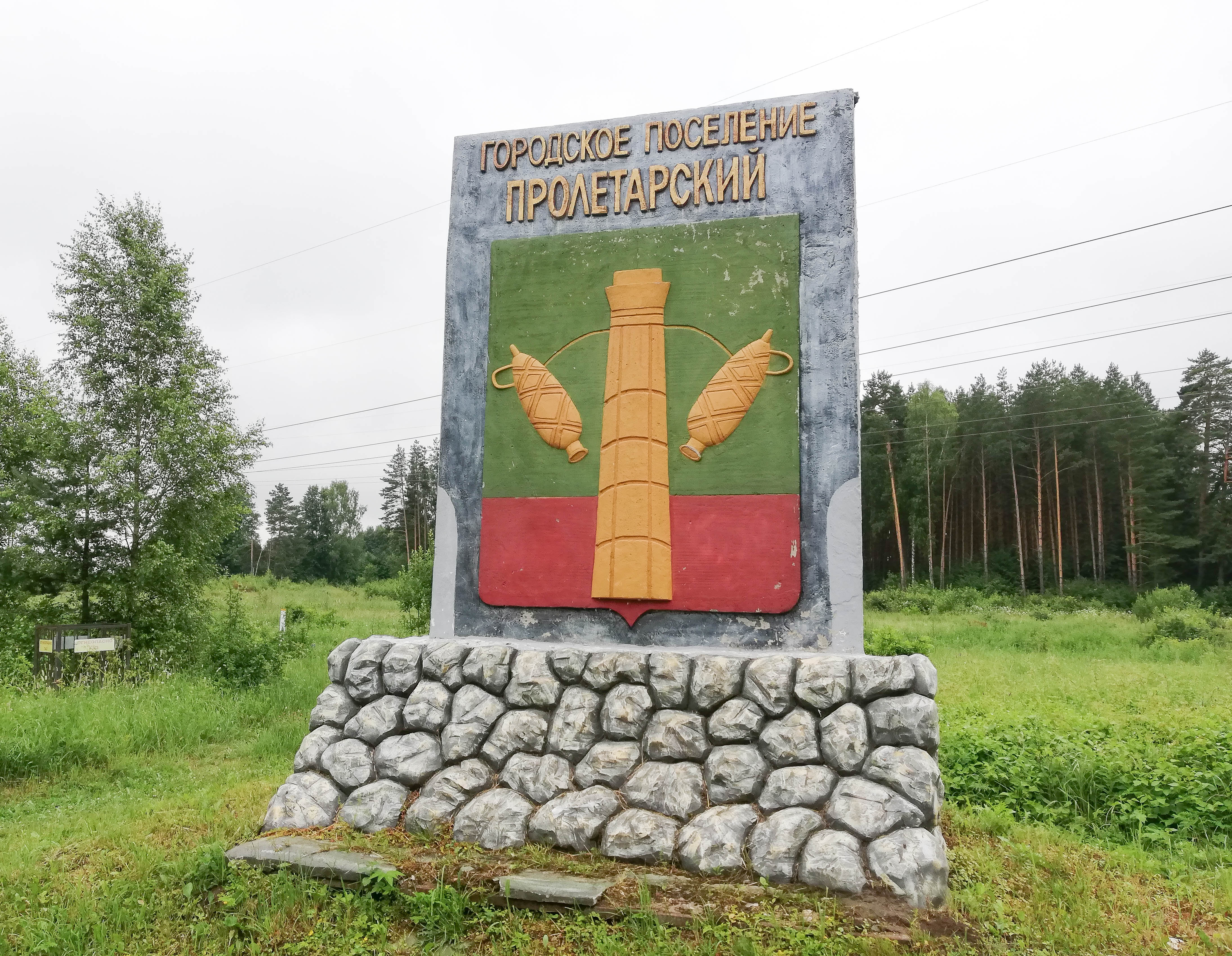
Стела с гербом городского поселения в посёлке Пролетарский

Градообразующим предприятием является текстильное предприятие ОАО СТШО «Пролетарий». Также на территории муниципалитета осуществляют свою деятельность следующие компании:
- кондитерская фабрика «Корона»;
- асфальтобетонный завод.

Поселение соединяется однопутной неэлектрифицированной веткой с железной дорогой Курского направления. По восточной границе муниципального образования проходит старый участок трассы Симферопольского шоссе.
В городском поселении Пролетарский расположены:
- средняя школа;
- детский комбинат «Радуга»;
- дом Культуры «Лира»;
- Чеховский техникум № 136;
- больничный комплекс;
- спортивно-оздоровительный клуб «Надежда»;
- стадион
- Спортивный комплекс «Сатурн»

## Достопримечательности
- Монумент жителям посёлка, погибшим в годы Великой Отечественной войны.
- Сосновый лес.
- Две действующие церкви, расположенные на границе городского поселения Пролетарский с сельским поселением Васильевское.